# Cecilija Grgić

Cecilija Grgić (Dubrave kod Novog Šehera, BIH, 22. listopada 1952. - Presnača 12. svibnja 1995.) hrvatska je redovnica i mučenica, pripadnica Družbe sestara milosrdnica.
Rođena je kao Pava Grgić 22. listopada 1952. godine u Dubravama kod Novog Šehera u općini Maglaj u hrvatskoj obitelji u Bosni i Hercegovini. U Družbu sestara milosrdnica pristupila je 1970. godine, prepoznavši duhovni poziv. Doživotne redovničke zavjete položila je 1978. godine.
Nakon stjecanja potrebne izobrazbe, svoju katehetsku službu započinje u Livnu. Od 1980. djeluje u Presnači kraj Banja Luke, gdje je ostala do svoje mučeničke smrti 1995. godine.
U noći 12. svibnja 1995. godine, između 2 i 4 sata ujutro, dogodio se tragičan incident u Presnači kada su Srbi spalili župni stan. U požaru su stradali: župnik Filip Lukenda i Cecilija Grgić. Župna crkva uništena je miniranjem. Zločin se dogodio nedugo nakon Operacije Bljesak.
Započet je proces prikupljanja dokumentacije i svjedočanstava za beatifikaciju. Svake se godine 12. svibnja u Presnači obilježava obljetnica mučeničke smrti.